# Патриарх (церковный сан)
Патриа́рх (греч. πατριάρχης, от πατήρ — «отец» и ἀρχή — «власть») — титул епископа-предстоятеля автокефальной Православной церкви в ряде поместных церквей.
Исторически, до Великого раскола, присваивался шести епископам Вселенской церкви (римскому, константинопольскому, александрийскому, антиохийскому, иерусалимскому, болгарскому), которые обладали правами высшей церковно-правительственной юрисдикции в возглавляемых ими церквях. В любой автокефальной церкви патриарха избирает Поместный (или Архиерейский) собор.

## История
В Ветхом завете рассказано о десяти допотопных патриархах: Адам, Сиф, Енос, Каинан, Малелеил, Иаред, Енох, Мафусаил, Ламех, Ной (Быт. 5:1-32). После потопа и до дарования Моисею Закона патриархами были Авраам, Исаак и Иаков. Сыновей Иакова также называют «двенадцатью патриархами». Во всех данных случаях значение слова «патриарх» имеет не религиозный, а родовой характер, то есть означает прародителя.
В период между заветами титул «патриарх» носили председатели Синедриона.
В ранней христианской церкви во главе церкви стоял епископ. Титул  «патриарх» распространяется с V века, его получают епископы, главенствующие над митрополитами. Термин фигурирует в документах IV Вселенского Собора (451 год).
В VI веке в Византии сложилось учение о Пентархии, в Церкви может быть лишь пять патриархов. Рассуждения о Пентархии проникли и в русскую Кормчую Книгу (гл. 40) из Синопсиса Стефана Ефесского чрез Кормчую св. Саввы.
После раскола 1054 года титул «патриарх» закрепился преимущественно за Предстоятелями Восточной церкви.
Полная титулатура Римского епископа до 2006 года включала среди прочих титул «патриарх Запада».
В православии сан и звание «патриарх» не имеет значения иной, высшей степени священства, нежели вообще епископская, хотя в Москве в XVII веке такой взгляд был весьма распространён. Просто патриарх — это главнейший епископ, первоиерарх в автокефальной церкви.

### На Востоке
В Византийской империи Церковь возглавляли четыре патриарха: епископы Константинополя (см. Константинопольские патриархи), Александрии, Антиохии, Иерусалима.
С возникновением самостоятельных славянских государств (Болгария, Сербия) и обретением автокефалии их церквями во главе их также становились патриархи.

### В России
В Русской православной церкви первый патриарх был поставлен московским собором под председательством патриарха Константинопольского Иеремии II в 1589 году.
Первым патриархом Русской церкви стал патриарх Иов (годы патриаршества 1589—1607). Во время интронизации он был снова рукоположён во епископы. В 1606 году был избран патриарх Гермоген. Его из кандидатов, предложенных Архиерейским собором, выбрал царь Василий Иванович Шуйский.
Наибольшего могущества патриаршая власть в России достигла при патриархе Филарете — отце нового царя Михаила Фёдоровича.
Патриарха Иоасафа I, который заступил на Московскую патриаршую кафедру в 1634 году, выбрал своим преемником с согласия царя сам патриарх Филарет, но установленная форма патриаршего избрания была соблюдена и над ним. Следующий патриарх Иосиф был избран жребием.
В период патриаршества Никона произошло столкновение между ним и царём Алексеем Михайловичем, причиной которого были притязания Никона на полный судебный и имущественный иммунитет Русской церкви. В результате этого столкновения Никон был низложен архиерейским собором, однако его реформы отменены не были.
Постепенное фактическое подчинение патриархов светской власти завершилось при Петре I, который после смерти патриарха Адриана в 1700 году назначил не патриарха, а блюстителя патриаршего престола, а в 1721 году учредил Святейший правительствующий синод.
Патриаршество было полностью восстановлено Поместным собором Православной российской церкви. В 1917 году патриархом был избран Тихон. После кончины патриарха Тихона в 1925 году избрание нового патриарха не проводили.
В 1943 году был вновь созван Поместный собор. В соборе приняли участие 19 иерархов. Кандидатура при голосовании была единственной — митрополит Сергий (Страгородский), который и был избран открытым голосованием. Затем патриархами были Алексий I, Пимен, Алексий II. В 2009 году 16-м патриархом Московским и всея Руси был избран Кирилл.

#### Положение о Патриархе в Уставе Русской православной церкви
Основным документом о патриаршестве в Русской православной церкви является положение о патриархе в уставе Русской православной церкви. Согласно этому документу, предстоятель Русской православной церкви носит титул «Святейший Патриарх Московский и всея Руси», имеет первенство чести среди епископов Русской православной церкви и подотчётен Поместному и Архиерейскому соборам. Имя патриарха Московского и всея Руси возносится за богослужениями во всех храмах Русской православной церкви по формуле «О Великом Господине и Отце нашем (имярек), Святейшем Патриархе Московском и всея Руси».

## В современном православии

### Общепризнанные
Титул имеют предстоятели девяти церквей:
- Константинопольской — Архиепископ Константинополя — Нового Рима и Вселенский Патриарх,
- Александрийской — Папа и Патриарх Великого Града Александрии, Ливии, Пентаполя, Эфиопии, всего Египта и всей Африки, Отец Отцов, Пастырь Пастырей, Архиерей Архиереев, Тринадцатый Апостол и Судия Вселенной,
- Антиохийской — Патриарх Великого Божия града Антиохии, Сирии, Аравии, Киликии, Иверии, Месопотамии и всего Востока,
- Иерусалимской — Патриарх Святого Града Иерусалима и всея Палестины, Сирии, Аравии, всего Заиорданья, Каны Галилейской и Святого Сиона,
- Русской — Патриарх Московский и всея Руси,
- Грузинской — Католикос-Патриарх всея Грузии и Архиепископ Мцхета-Тбилисский и митрополит Бичвинтский и Цхум-Абхазетский,
- Сербской — Архиепископ Печский, Митрополит Белградско-Карловацкий и Патриарх Сербский,
- Румынской — Архиепископ Бухарестский, Митрополит Мунтенский и Добруджийский, Наместник Кесарии Каппадокийской, Митрополит Унгро-Влашский и Патриарх Румынской Православной Церкви,
- Болгарской — Патриарх Болгарский, Митрополит Софийский.

### Непризнанные (или частично признанные) титулы патриарха
- Турецкая православная церковь
- Украинская автокефальная православная церковь в 1990—2000
- Украинская автокефальная православная церковь каноническая
- Украинская православная церковь Киевского Патриархата

### Древлеправославие
- Русская древлеправославная церковь (c 2002 года)

## ВКатолической церкви
В католицизме сан «патриарх», в основном, имеют иерархи, возглавляющие Восточные католические церкви со статусом патриархата. На Западе титул употребляют редко, исключением являются главы Венецианской и Лиссабонской митрополий, которые исторически носят титул «патриарх», иерусалимский патриарх латинского обряда, а также титулярные патриархи Восточной и Западной Индий (последний — вакантен с 1963 года).
Патриархов — глав восточнокатолических церквей избирает синод епископов данной церкви. После избрания патриарха немедленно интронизируют, после чего испрашивает сопричастия (церковного общения) у папы римского. В иерархии Католической церкви патриархи Восточных церквей приравнены к кардиналам-епископам.
По состоянию на 2023 год в католицизме титул патриарха носят пять епископов латинского обряда (два из них — титулярные, при этом титулярный патриархат Западной Индии вакантен с 1963 года) и шесть предстоятелей восточных церквей. Греко-мелькитский патриарх Антиохии также является титулярным греко-мелькитским патриархом Александрии и Иерусалима и носит титул «Патриарх Антиохии, Александрии и Иерусалима».
| Патриархия                                          | Литургический обряд | Титул                                             | Страна                             | Предстоятель                                              |
| Коптская католическая церковь                       | Коптский            | Патриарх Александрии                              | Египет                             | Ибрагим Исаак Сидрак                                      |
| Маронитская католическая церковь                    | Западно-сирийский   | Патриарх Антиохии                                 | Ливан                              | кардинал Бешар Бутрос Раи                                 |
| Сирийская католическая церковь                      | Западно-сирийский   | Патриарх Антиохии                                 | Ливан                              | Игнатий Иосиф III                                         |
| Мелькитская католическая церковь                    | Византийский        | Патриарх Антиохии                                 | Сирия                              | Иосиф I Абси                                              |
| Халдейская католическая церковь                     | Восточно-сирийский  | Патриарх Вавилона                                 | Ирак                               | кардинал Луис Рафаэль I Сако                              |
| Армянская католическая церковь                      | Армянский           | Патриарх Киликии                                  | Ливан, Турция                      | Рафаэль Бедрос XXI Минасян                                |
| Иерусалимский латинский патриархат                  | Латинский           | Патриарх Иерусалима                               | Израиль, Палестина, Кипр, Иордания | кардинал Пьербаттиста Пиццабалла                          |
| Лиссабонский патриархат                             | Латинский           | Патриарх Лиссабона                                | Португалия                         | Руй Мануэл Соуза Валериу                                  |
| Венецианский патриархат                             | Латинский           | Патриарх Венеции                                  | Италия                             | Франческо Моралья                                         |
| Титулярный патриархат Восточной Индии               | Латинский           | Титулярный патриарх Восточной Индии               | Индия                              | кардинал Филиппе Нери Антониу Себастьян ду Розарио Ферран |
| Титулярный патриархат Западной Индии                | Латинский           | Титулярный патриарх Западной Индии                | Испания                            | вакантно с 1963 года                                      |
| Титулярный греко-мелькитский патриархат Александрии | Византийский        | Титулярный греко-мелькитский патриарх Александрии | Египет                             | Иосиф I Абси                                              |
| Титулярный греко-мелькитский патриархат Иерусалима  | Византийский        | Титулярный греко-мелькитский патриарх Иерусалима  | Палестина, Израиль                 | Иосиф I Абси                                              |

## В Древневосточных церквях
Титул патриарха носят главы ряда Древневосточных церквей:

### ВДревневосточных православных церквях
- Армянская апостольская церковь;
- Сиро-яковитская православная церковь;
- Коптская православная церковь;
- Эфиопская православная церковь;
- Эритрейская православная церковь.

### ВДоэфесских церквях
- Ассирийская церковь Востока;
- Древняя Ассирийская церковь Востока.

## Нетрадиционные патриархаты
Кроме патриархатов, сложившихся исторически, существует ряд церквей и религиозных течений, которые используют титул «патриарх» в своей религиозной иерархии. В большинстве своём это церкви, возникшие на протяжении последнего столетия и нередко не разделяющие ряд традиционных консервативных христианских позиций. К таковым относят:
- Американская православная католическая церковь
- Апостольская католическая церковь
- Ассамблея Иерусалима
- Католическая Апостольская Национальная церковь Бразилии
- Католическая Апостольская церковь Антиохии
- Международное объединение харизматической епископальной церкви
- Чехословацкая гуситская церковь